# A Midsummer's Nice Dream
"A Midsummer's Nice Dream" (Somos um Barato de Verão) é o décimo sexto episódio da vigésima segunda temporada dos Simpsons. Ele foi ao ar na rede FOX nos Estados Unidos em 13 de março de 2011. O nome do episódio é uma brincadeira com a peça de Shakespeare, Sonhos de uma Noite de Verão, e com o filme Nice Dreams, estrelada pela dupla Cheech & Chong (convidados do episódio).

## Enredo
Os Simpsons estão em um show ao vivo de Cheech & Chong quando Chong, chateado com a repetitividade do número, começa a improvisar e, por fim, deixa o palco. Homer é encorajado a tomar o lugar de Chong no palco e recita o ato "Dave não está aqui, cara" de memória. Cheech fica impressionado e pede a Homer para acompanhá-lo pelo resto da turnê sob o nome de "Cheech e Chunk". Homer fica desiludido ao saber que as vidas de Cheech e Chong são diferentes de suas personas de maconheiro. Enquanto isso, Chong substituiu Cheech pelo Diretor Skinner, formando uma dupla chamada "Teech e Chong", mas não teve sucesso. Homer finalmente convence Cheech e Chong a se reunirem.
Enquanto isso, Marge descobre que a Louca dos Gatos é uma acumuladora. Em um esforço para ajudar, Marge remove a desordem de sua casa. Mas depois de carregar o caminhão de descarte de lixo, Marge começa a remover itens que considera únicos e valiosos, fazendo com que sua própria casa fique desordenada. Para curar a nova obsessão de Marge, Homer traz de volta a Louca dos Gatos, que acaba se tornando uma colecionadora novamente após ver todos os seus antigos itens.
Em um epílogo, Bart, fazendo-se passar por Puck, conta ao público o final dos personagens  e também que eles podem assistir ao show no dia seguinte no Hulu.com.

## Recepção
Em sua transmissão original, "A Midsummer's Nice Dream" foi visto por cerca de 5,448 milhões de lares e recebeu uma avaliação de 2,5 / 8% de participação entre os adultos entre 18 e 49 anos. Isso significa que foi visto por 2,5 % de todas as pessoas de 18 a 49 anos e 8% de todas as pessoas de 18 a 49 anos assistindo televisão no momento da transmissão. Este episódio caiu 11% nas classificações do episódio anterior, tornando-o o episódio com a classificação mais baixa da temporada.